# Frank H. Hennemann

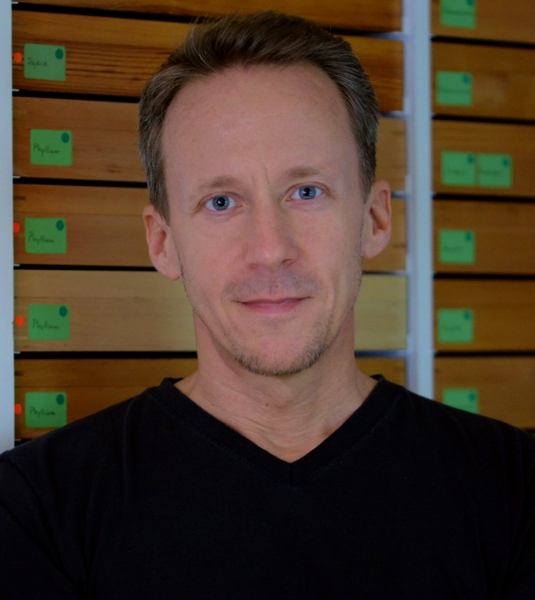
Frank H. Hennemann (im Januar 2024)

Frank H. Hennemann (* 1. Juli 1978 in Ludwigshafen am Rhein) ist ein deutscher Entomologe und Taxonom, der sich im Bereich der Biodiversitätsforschung mit der Systematik und Biogeographie von Gespenstschrecken (Phasmatodea) beschäftigt.

## Leben
Hennemann wuchs in Bad Dürkheim und Freinsheim am Rande des Biosphärenreservates Pfälzerwald auf. Bereits seit seiner Kindheit interessierte er sich für Tiere und hier besonders für die Arthropoden, Amphibien und Reptilien in seiner heimischen Umgebung. Mit Extatosoma tiaratum und Haplopus bicuspidatus züchtete er im Alter von elf Jahren erstmals Gespenstschrecken, wodurch seine Begeisterung und Faszination für diese Insekten und deren Zucht geweckt wurde. Weitere Gespenstschreckenarten erhielt er beispielsweise 1990 im Pfalzmuseum für Naturkunde in Bad Dürkheim bei einem Phasmidenfreunde-Treffen, so dass er bald einen ganzen Raum voller Zuchtkäfige und Terrarien hatte. Neben der Haltung und Zucht von Gespenstschrecken interessierte er sich bald auch für deren Taxonomie, sowie die Unterscheidung, Charakterisierung und Systematisierung der verschiedenen Arten und Gattungen. Mit der zunehmenden Anzahl an Arten war auch sein Interesse am Sammeln von Insekten geweckt, was die Basis zum Aufbau seiner umfangreichen, stetig wachsenden Belegsammlung bildete.
Eine Reise nach Singapur im Jahr 1990 mit seinem dort tätigen Vater begeisterte Hennemann für die Tropen, so dass er in den folgenden Jahren weitere Reisen nach Malaysia, Borneo, Indonesien und Sri Lanka unternahm und 1991 auf der Malaiischen Halbinsel die ersten Gespenstschrecken in ihren natürlichen Biotopen sammeln konnte. Nach dem Abitur begann er ein Biologie- und Lehramtsstudium an der Johannes Gutenberg-Universität Mainz und der Technischen Universität Kaiserslautern sowie eine Ausbildung zum Automobilkaufmann. Mit seinem langjährigen Freund Oskar V. Conle unternahm er ab 2001 Sammelreisen und Expeditionen nach Brasilien, Peru, Ecuador, Französisch-Guayana, Costa Rica und Panama, sowie nach Texas um Gespenstschrecken für Biodiversitätsstudien zu beschaffen und in ihren Biotopen zu beobachten. Eine dieser Reisen war eine mehrwöchige Expedition in die biologische Forschungsstation Panguana im Tieflandregenwald von Peru im Jahr 2004 an der er zusammen mit Mitarbeitenden der Zoologischen Staatssammlung München teilnahm. Seit 1997 unternahm er zusammen mit Conle auch zahlreiche Reisen zu Naturkundemuseen in Europa und den USA, um dort die Sammlungen zu studieren und Typusexemplare für taxonomischen Studien zu fotografieren. Mit den zahlreichen, dabei seitdem entstandenen Fotos unterstützt er die Online-Datenbank Phasmida Species File.

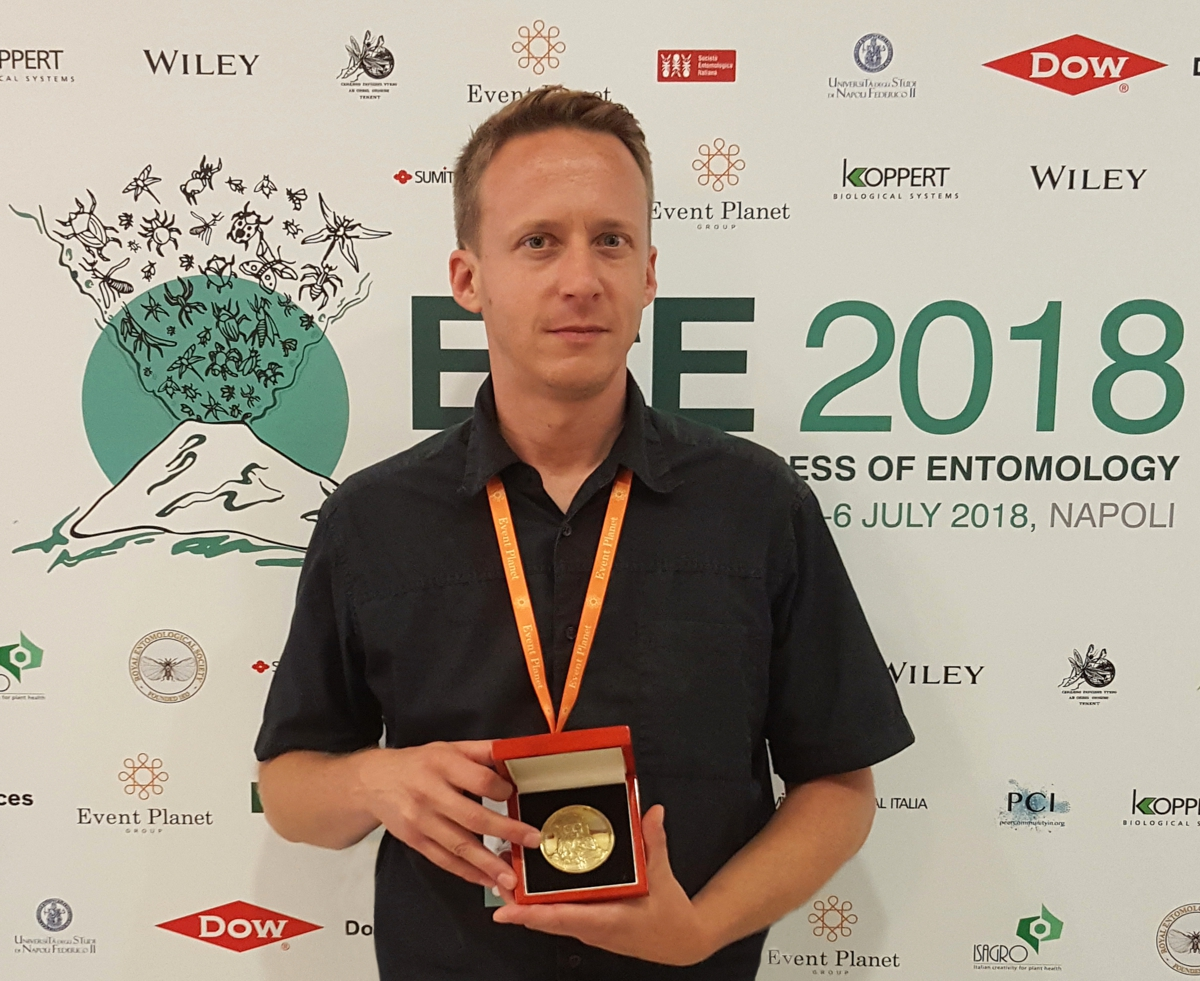
Hennemann bei der Verleihung der Westwood-Medal auf dem European Congress of Entomology in Neapel 2018

Seit 1990 ist Hennemann Mitglied der Phasmid Study Group und verfasste 1992 erste Zuchtanleitungen in den von dieser herausgegebenen „Phasmid Studies“. Die erste Publikation über die Taxonomie von Gespenstschrecken, mit der Beschreibung einer neuen Art erschien im Jahre 1995. Schon 1996 folgte die Erstbeschreibung einer Gattung und einer zu dieser gehörenden neuen Art. Beide sind bis heute gültig. Seither folgten über 80 weitere Publikationen, die sich neben Taxonomie auch mit der Biogeographie von Gespenstschrecken der Orientalischen sowie der Neotropischen Region befassen. Seit 2005 publiziert Hennemann zusammen mit Conle und anderen befreundeten Entomologen die Serie „Studies on Neotropical Phasmatodea“, in der bislang 25 Arbeiten erschienen sind (Stand Ende 2023). 2011 veröffentlichte er zusammen mit Conle und Yeisson Gutiérrez das Buch „The Stick Insects of Colombia“, in dem vier für die Wissenschaft neue Gattungen und 74 neue Arten aus Kolumbien beschrieben wurden. Seine Arbeiten über Orientalische Gespenstschrecken beschäftigen sich vorwiegend mit der Fauna der Wallacea (insbesondere Sulawesi) und der Philippinen. Für seine 2016 zusammen mit Conle, Paul D. Brock und Francis Seow-Choen publizierte Revision der Unterfamilie Heteropteryginae erhielt er 2018 die J. O. Westwood Medal der Royal Entomological Society, eine Ehrenmedaille für die beste taxonomische Arbeit des Jahres, die er zusammen mit den Koautoren im selben Jahr auf dem Europäischen Kongress für Entomologie in Neapel entgegennahm. Im Jahre 2000 riefen Conle und Hennemann die Website www.Phasmatodea.com ins Leben, die als Informations- und Wissensportal für alle an Gespenstschrecken Interessierten dient. Seit 2004 ist Hennemann ehrenamtlicher wissenschaftlicher Mitarbeiter der Zoologischen Staatssammlung München und seit 2020 freier wissenschaftlicher Mitarbeiter des Montreal Insectarium in Montréal.

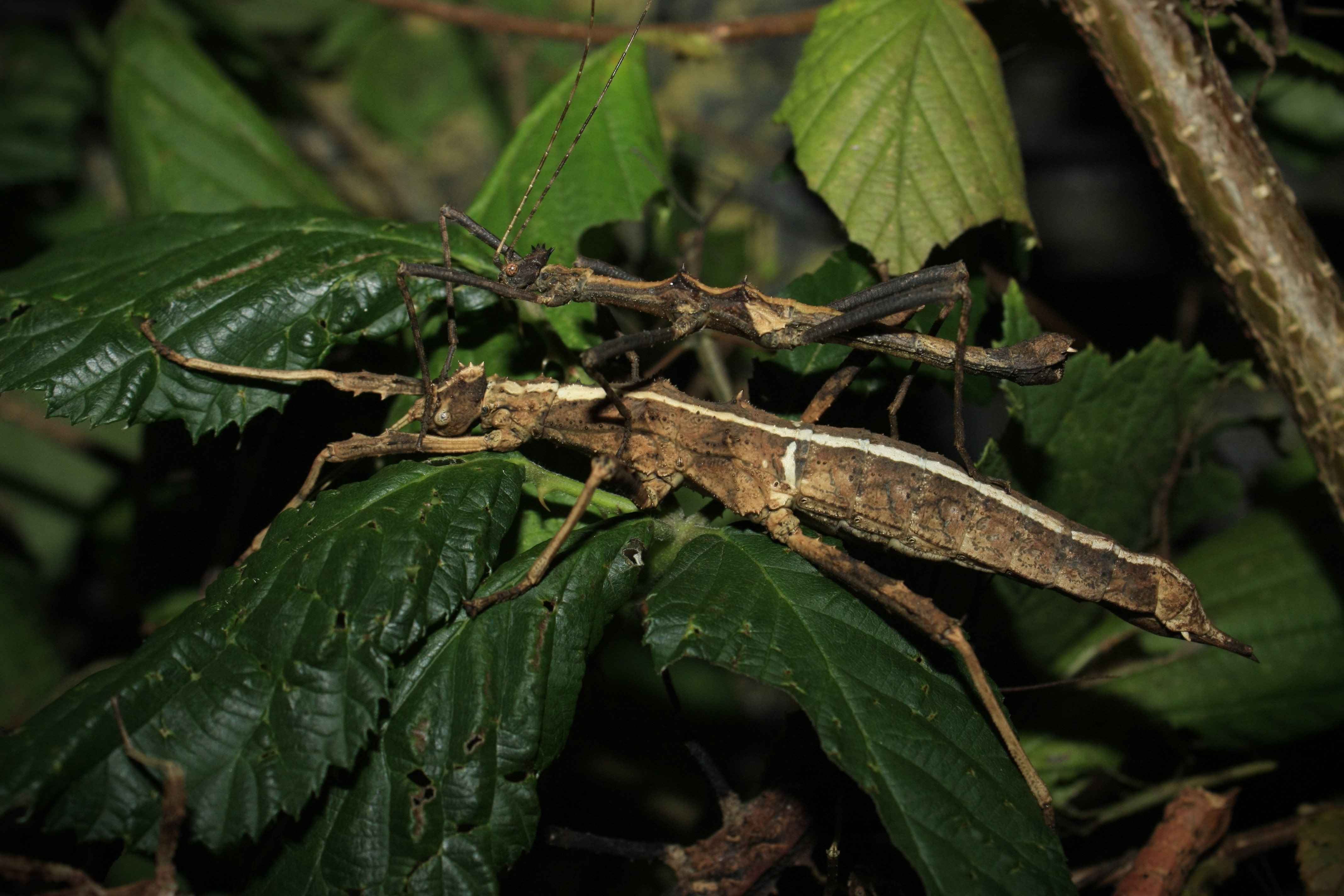
Sungaya aeta, eine der beliebtesten Gespenstschrecken, wurde 2023 von Frank Hennemann beschrieben

Hennemann beschrieb bisher (Stand: November 2024) eine Unterfamilie, vier Triben, 37 Gattungen, 343 Arten und 9 Unterarten. Unter den von ihm entdeckten bzw. beschriebenen Gespenstschrecken sind mehrere in Europa unter Züchtern sehr verbreitete Arten wie die Samtschrecke (Peruphasma schultei) aus Peru, Myronides glaucus von der Insel Peleng, Oreophoetes topoense aus Ecuador, Haaniella gorochovi aus Vietnam, die Wandelnden Blätter Phyllium philippinicum und Phyllium ericoriai von den Philippinen oder die ebenfalls von dort stammenden Obriminae-Arten Trachyaretaon bresseeli, Sungaya aeta und Sungaya ibaloi.

## Auszeichnungen
Neben der J. O. Westwood Medal erhielt Hennemann gemeinsam mit Conle bereits im März 2009 den Förderpreis der Münchner Entomologischen Gesellschaft und im Dezember 2010 den Editor’s Choice Award der „Annals of the Entomological Society of America“. Von der Phasmid Study Group wurde ihm 2017 der Ian Abercrombie Award verliehen.

## Dedikationsnamen
Nach Frank Hennemann ist die Gattung Hennemannia Seow-Choen, 2016 sowie folgende Gespenstschrecken-Arten benannt:
- Oreophoetophasma hennemanni Zompro, 2002
- Hennobrimus hennemanni Conle, 2006 (heute Synonym zu Mearnsiana bullosa)
- Calvisia hennemanni Seow-Choen, 2016
- Diapherodes hennemanni Bellanger, Jourdan, Lelong & Penet, 2021